# Wolfram Wuttke
Wolfram Wuttke (Castrop-Rauxel, Rin del Nord-Westfàlia, 17 de novembre de 1961 - Lünen, 1 de març de 2015) fou un futbolista alemany, que ocupava la posició de migcampista.
Va jugar en diversos equips del seu país, com el Schalke 04, Borussia Mönchengladbach, Hamburger SV o 1. FC Kaiserslautern, amb qui guanya la Copa de 1990. Entre 1990 i 1992 va disputar la lliga espanyola amb el RCD Espanyol.
Va ser internacional per la República Federal Alemanya en 4 ocasions, tot marcant un gol. Va participar en l'Eurocopa de 1988. Abans, amb la selecció sub-21, va imposar-se a l'Europeu de 1982, i el 1988, va obtindre la medalla de bronze als Jocs Olímpics de Seul.